# جامة

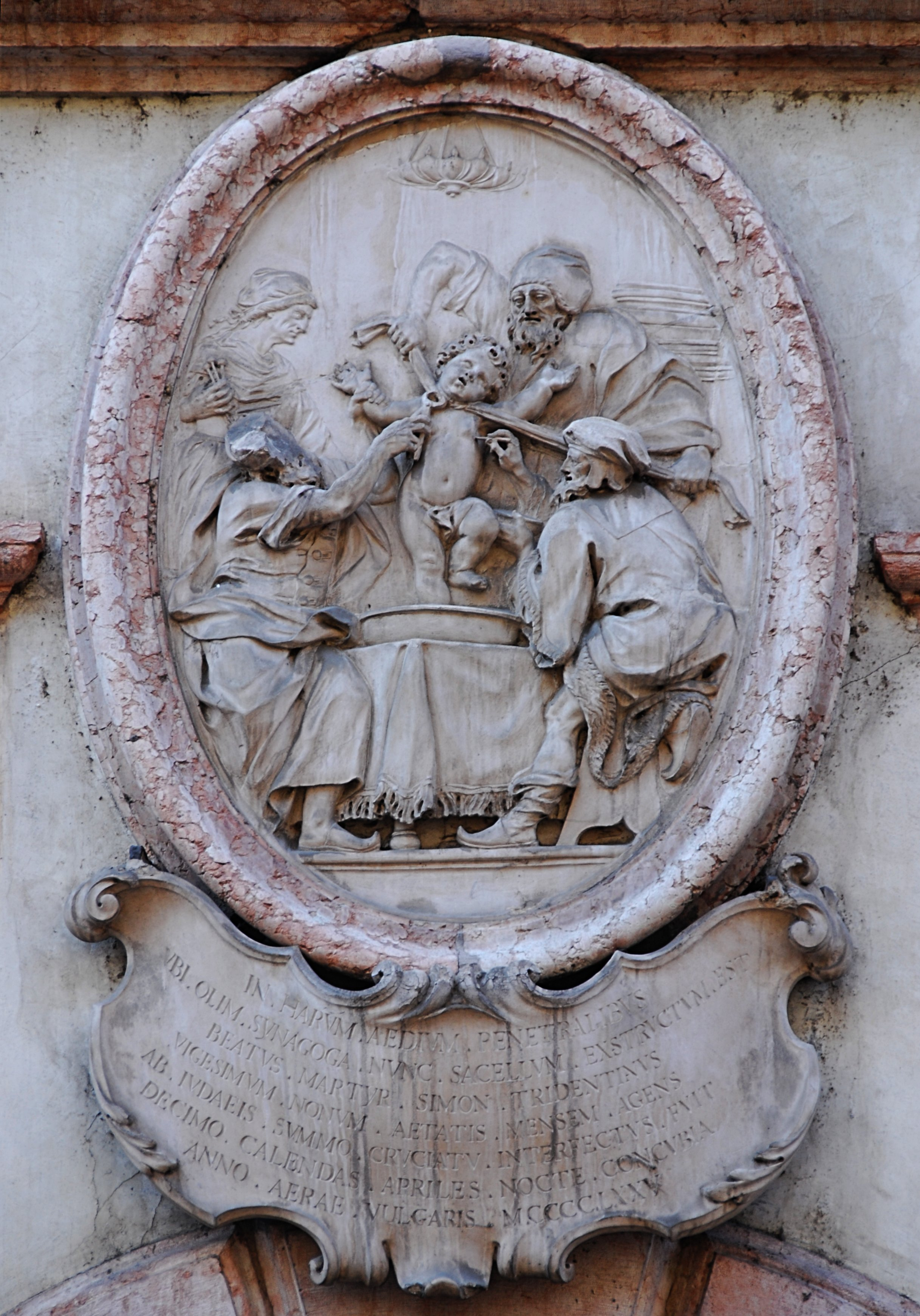
مثال للجامة في المعمار

جامة هي زخارف في شكل مستدير تارة أو بيضوي وقد تكون موشاة بالكتابة، وهي من حلي العمارة والأثاث.